# Scrophularia sublyrata
Scrophularia sublyrata é uma espécie de planta com flor pertencente à família Scrophulariaceae. 
A autoridade científica da espécie é Brot., tendo sido publicada em Phytogr. Lusit. Select. 2: 156 (1827).

## Portugal
Trata-se de uma espécie presente no território português, nomeadamente em Portugal Continental.
Em termos de naturalidade é endémica da Península Ibérica.

## Protecção
Encontra-se protegida por legislação portuguesa ou da Comunidade Europeia, nomeadamente pelo Anexo V da Directiva Habitats.